# Deisenhofen (Neustadt)
Deisenhofen ist ein Stadtteil von Neustadt an der Donau im Landkreis Kelheim in Niederbayern.

## Lage

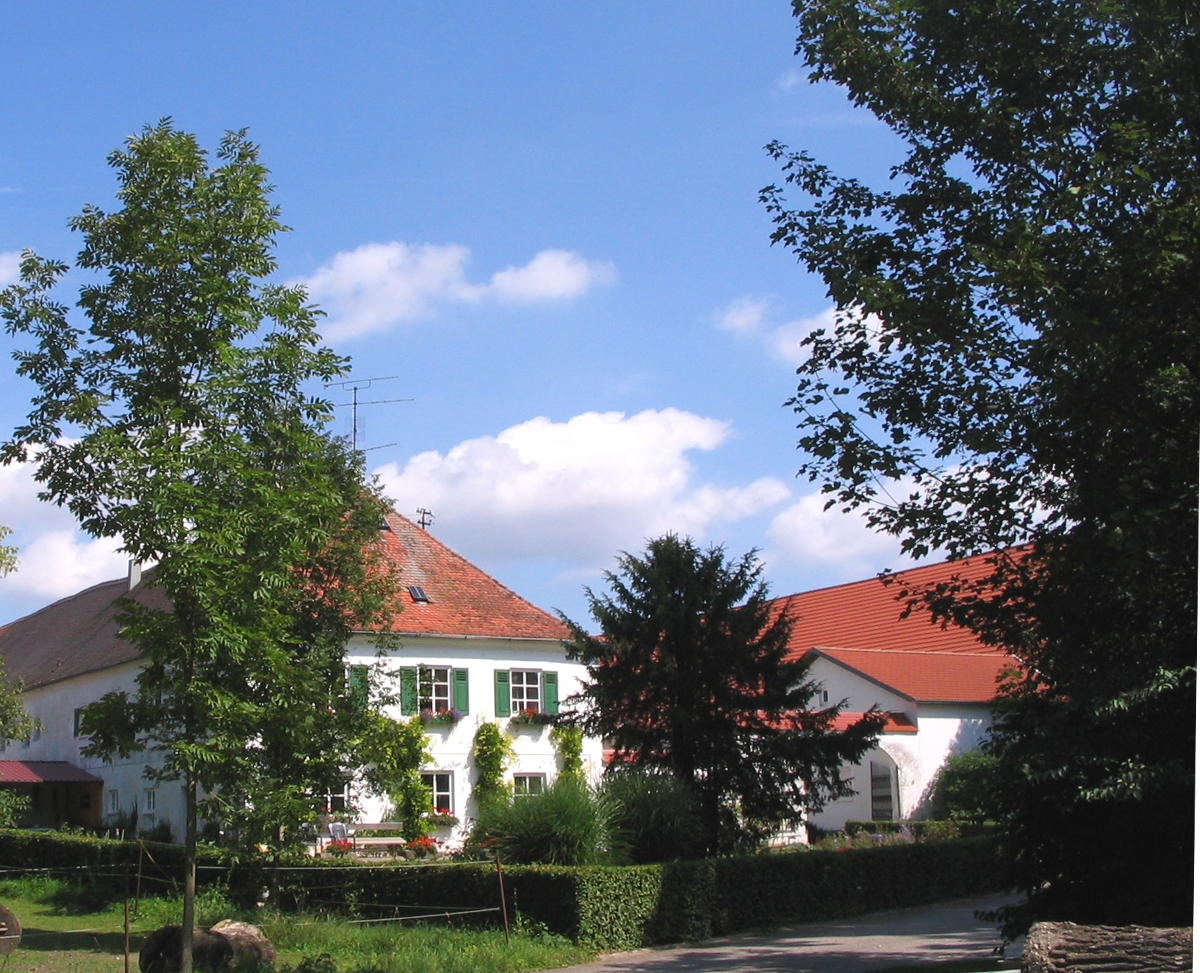
Gutshof Deisenhofen

Der Weiler, in dem ein Gutshof betrieben wird, liegt etwa 4 km nordöstlich von Neustadt am Fluss Abens, dessen weites Tal sich unweit des nahen Bad Gögging mit den Ebenen des Donautals vereint.

## Geschichte
Das „Mühlgut“ Deisenhofen befand sich seit jeher im Besitz des Klosters Weltenburg. Der Gutshof wurde 1089 erstmals urkundlich erwähnt. Die Chronik des Klosters Weltenburg nennt im Jahre 1277 die Brüder Adalbert und Pertold von Ulrain als Zeugen bei der Verpachtung der Mühle zu „Teisenhofen“.
Im Jahre 1803 erfolgte die Säkularisation des Gutes. 1811 ging es für 31 200 Gulden in Privatbesitz. Bei der Bildung der politischen Gemeinden wurde der Ort im Jahre 1818 nach Bad Gögging einbezogen und zusammen mit diesem am 1. Juli 1972 im Rahmen der Gemeindegebietsreform in die Stadt Neustadt an der Donau eingegliedert.

## Wirtschaft und Infrastruktur
Auf dem Gutshof wird Landwirtschaft sowie Pferdehaltung betrieben. 1919 wurde hier ein mittlerweile historisches Wasserkraftwerk in Betrieb genommen, das damals die Stadt Neustadt sowie die Orte Bad Gögging, Sittling und Heiligenstadt mit Strom versorgte.